# Diacyclops elegans
Diacyclops elegans – gatunek widłonoga z rodziny Cyclopidae. Opisała go w 1962 roku rosyjska (radziecka) zoolog Galina Fiodorowna Maziepowa, nadając mu nazwę Acanthocyclops elegans. Miejsce typowe to jezioro Bajkał.